# Alpenbund
Der Alpenbund war eine Tiroler Widerstandsbewegung im Rahmen des Sechsten Koalitionskrieges im Jahre 1812/13. Die Bewegung wurde von Joseph von Hormayr geleitet und durch Erzherzog Johann angeregt. Beide hatten die Absicht, einen Aufstand gegen Napoleon zu organisieren. Der Alpenbund wurde durch Anton Leopold von Roschmann-Hörburg an Metternich, den Außenminister von Kaiser Franz II./I. von Österreich, verraten. Dieser ließ daraufhin Hormayr und seinen Mitarbeiter Anton Schneider 1813 verhaften, Erzherzog Johann durfte Tirol nicht mehr betreten. Weitere 45 Tiroler Emigranten wurden ausgewiesen und mussten Wien meiden. Die Bayern ließen 40 Tiroler Mitverschwörer, die im Land geblieben waren, darunter auch Rupert Wintersteller, verhaften und diese zu teilweise langen Festungsstrafen verurteilen. 
Der Alpenbund hatte aufgrund seines Verrates an Metternich am 1. Februar 1813 keine direkte Auswirkung.